# Droga ekspresowa S74 (Polska)
Droga ekspresowa S74 – planowana droga ekspresowa, mająca łączyć drogę S12 (Sulejów) z drogą S19 (Zarzecze). Dotychczas powstał liczący 6,8 km odcinek Kielce–Cedzyna.

## Dokumenty
- Droga ekspresowa „Piotrków Trybunalski – Tarnobrzeg – Stalowa Wola – Rzeszów – Barwinek (Bukareszt)” znalazła się w rozporządzeniu Rady Ministrów z dnia 28 września 1993 r. w sprawie ustalenia kierunkowego układu autostrad i dróg ekspresowych[4]. W takim samym przebiegu została wymieniona w rozporządzeniu z 23 stycznia 1996 r.; tym razem jednak nadano jej oznaczenie S74[5].
- S74 nie znalazła się w planowanej sieci dróg ekspresowych w rozporządzeniu Rady Ministrów z 29 września 2001 r.[6]
- W rozporządzeniu Rady Ministrów z 26 sierpnia 2003 r. droga ekspresowa S74 została wyznaczona w następujący sposób: „S12 (Sulejów) – Kielce – Opatów – Tarnobrzeg – Stalowa Wola – S19 (Nisko)”[7]. W takim samym przebiegu została wymieniona w rozporządzeniach z: 15 maja 2004 r.[8], 13 lutego 2007 r.[9] i 20 października 2009 r.[2]

## Odcinki istniejące

### Kielce – Cedzyna
W latach 2009–2011 powstał liczący 6,8 km odcinek Kielce–Cedzyna. Koszt całego projektu wyniósł 361 mln zł, natomiast koszt robót budowlanych – 285 mln zł. Wykonawcą odcinka było konsorcjum utworzone przez Przedsiębiorstwo Robót Inżynieryjnych „Fart”, Mosty-Łódź oraz Fardub Consulting. Część miejską wykonawca zrealizował od 2010 do 2011 w systemie „zaprojektuj i zbuduj” (tzn. przed przystąpieniem do robót musiał wykonać projekt i uzyskać pozwolenie na budowę).

## Odcinki w budowie

### granica województwa świętokrzyskiego – Przełom/Mniów
Odcinek o długości 27,5 km. Odcinek uzyskał decyzję środowiskową w 2015 roku. W ramach inwestycji mają zostać wybudowane 3 węzły drogowe:
- Ruda Maleniecka
- Radoszyce
- Smyków.

3 lutego 2023 roku został ogłoszony przetarg w trybie "Zaprojektuj i Zbuduj. 22 września 2023 roku została podpisana umowa na realizację, z firmą Stecol Corporation.

### Przełom/Mniów – węzeł Kielce-Zachód
Odcinek o długości 16,4 km. Odcinek oczekuje na uzyskanie decyzji środowiskową (złożono wniosek). 28 czerwca 2021 roku został ogłoszony przetarg na budowę tego odcinka. Planowane jest wybudowanie w ramach tej inwestycji 2 węzłów:
- Mniów
- Bugaj

Poza węzłami, powstać ma 12 wiaduktów, 2 mosty, most dla zwierząt oraz 2 MOP-y w miejscowości Przełom. Do użytku inwestycja ma zostać oddana po 36-39 miesiącach od podpisania umowy na budowę. Umowę na realizację tego odcinka podpisano 9 marca 2022 roku. 20 listopada 2024 roku wydana została decyzja ZRID, co umożliwiło rozpoczęcie prac ziemnych na tym odcinku.

### węzeł Kielce-Zachód – węzeł Kielce-Bocianek
Odcinek o długości 5,5 km przebiegający przez miasto Kielce. Docelowo prędkość maksymalna ma wynosić 80 km/h na całym odcinku. Ma mieć układ 2x2 (2 pasy ruchu w obie strony). Pod uwagę brane były trzy warianty:
- wariant "mury" zakłada przeprowadzenie nowej trasy na poziomie -1 w stosunku do obecnego w otwartym wykopie w okolicach skrzyżowań dwupoziomowych oraz w ciągu ulicy Jesionowej; w ramach tego wariantu mają powstać dwa nowe węzły drogowe:
  - Kielce Skrzetle
  - Kielce Herby

- wariant "dwa tunele" (rekomendowany przez GDDKiA) zakłada budowę 2 tunelów (jeden pod ulicą Olszewskiego, drugi od Warszawskiej do Klonowej) w ciągu obecnej DK74; ten wariant zakłada również 2 węzły (te same jak wariant "mury")
- ostatnim wariantem jest "tunel" – zakłada wybudowanie głębokiego tunelu między węzłem Herby a węzłem Bocianek; wariant ten przewiduje wybudowanie jednego węzła – Kielce Herby

Ostatecznie wybrano wariant "dwa tunele". Ponadto, plan zakłada przebudowę istniejącego węzła Kielce Bocianek do 3-poziomowego poprzez wybudowanie wiaduktów w ciągu al. Solidarności, a także budowę łącznika ulicy Transportowców z Łazami. Ogłoszenie przetargu planowane było przed końcem 2021 roku, jednak ostatecznie ogłoszony został na początku 2022 roku. 30 czerwca przedstawione zostały wszystkie oferty za realizację inwestycji. Wśród 9 ofert, najtańsza wynosi 713,402 mln zł, natomiast najdroższa 1,570 mld zł. Prace mają trwać do 42 miesięcy. Umowę na realizację tego odcinka podpisano 24 stycznia 2023 roku. 29 marca 2023 złożono wniosek o wydanie decyzji o zezwoleniu na realizację inwestycji drogowej dla niniejszego odcinka. Ostatecznie wojewoda świętokrzyski ogłosił decyzję o rozpoczęciu postępowania w sprawie wydania ZRID na początku 2025 roku.

### Cedzyna – Łagów
Odcinek o długości 30,01 km. 19 czerwca 2017 roku została wydana decyzja środowiskowa. Został wybrany wariant biegnący na odcinku od Cedzyny do Woli Jachowej po północnej stronie obecnej drogi 74, następnie do Napękowa po śladzie zbliżonym do obecnej trasy, dalej do Piórkowa Kolonii po północnej stronie drogi 74, następnie do Jałowęsów po stronie południowej.
Inwestycja zakłada budowę czterech węzłów:
- Radlin;
- Wola Jachowa;
- Makoszyn – Bieliny[25];
- Łagów;

a także 16 wiaduktów, obwodu utrzymania w Woli Jachowej, dwa miejsca obsługi podróżnych w Górnie, 13 mostów, przejścia dla zwierząt typu zielony most oraz 33 przepusty pełniące funkcje ekologiczne.
3 lutego 2023 roku został ogłoszony przetarg w trybie "Zaprojektuj i Zbuduj". W październiku 2023 r. GDDKiA za najlepszą uznała ofertę firmy Stecol, która opiewała na 1,2 mld zł. Do Krajowej Izby Odwoławczej wpłynęły dwa odwołania od tej decyzji. Pierwsze z nich dotyczyło odrzucenia oferty najtańszej, natomiast drugie wyboru drugiej pod względem cenowym. W efekcie, w grudniu, GDDKiA otrzymała nakaz unieważnienia czynności wyboru najkorzystniejszej oferty, powtórzenia badania i oceny propozycji oraz unieważnienia odrzucenia najtańszej.
5 lutego 2024 Dyrekcja poinformowała o drugim wyborze najlepszej oferty w ramach tego przetargu. Tym razem za najkorzystniejszą uznano propozycję firmy Mota-Engil Central Europe (około 1,1 mld zł). Wykonawca będzie pracować w formule „Zaprojektuj i buduj”. 16 lutego GDDKiA wysłała materiały przetargowe do Prezesa Urzędu Zamówień Publicznych, który przeprowadzi obligatoryjną kontrolę uprzednią postępowania. Umowę z wykonawcą podpisano 28 marca 2024r.
28 stycznia 2025 GDDKiA wystąpiła o wydanie decyzji ZRID dla tego odcinka.

### Obwodnica Opatowa
Odcinek S74 o długości 6,7 km ominie miasto od strony południowo-zachodniej. W ramach budowy powstanie również po nowym śladzie odcinek dwujezdniowej DK9 klasy GP o długości 5,1 km, który ominie miasto od strony zachodniej. W ramach inwestycji powstanie węzeł Opatów Zachód oraz rondo na włączeniu przyszłej S74 do istniejącej DK9 w okolicach wsi Okalina-Kolonia. 17 czerwca 2021 roku GDDKiA w Kielcach podpisała umowę na budowę obwodnicy w trybie "zaprojektuj i zbuduj" z  Konsorcjum Mostostal Warszawa S.A. i Acciona Construccion S.A.. 30 stycznia 2023 wydano ZRID, który umożliwi rozpoczęcie robót budowlanych przez wykonawcę.

### Łagów – Jałowęsy
Odcinek o długości 16,31 km. 19 czerwca 2017 roku została wydana decyzja środowiskowa. W ramach inwestycji powstanie  węzeł Baćkowice (skrzyżowanie z drogą powiatową Baćkowice – Iwaniska). Przetarg na wybudowanie Odcinka Łagów – Jałowęsy w ciągu został rozpisany 3 lutego 2023 roku, natomiast 11 października 2023 roku GDDKiA podpisała umowę w trybie "Zaprojektuj i zbuduj" z wykonawcą Aldesa Construcciones S.A. Planowane Zakończenie jest wyznaczone na 2027 rok.

## Odcinki planowane

### Sulejów – granica województwa łódzkiego
Odcinek o długości 24,3 km. 26 lutego 2016 r. uzyskana została decyzja środowiskowa, jednak w wyniku postępowania odwoławczego została 29 lipca 2016 r. przez Generalnego Dyrektora Ochrony Środowiska uchylona w całości i skierowana do ponownego rozpatrzenia.

### Opatów – Nisko
Odcinek o długości ok. 70 km. Opracowano Studium Korytarzowe, w którym przedstawiono trzy warianty drogi.

### Jałowęsy – Opatów
Odcinek o długości ok. 16 km (w tym ok. 9,5 km w ciągu drogi S74). Odcinek posiada decyzję środowiskową. W 2016 roku została podpisana umowa na opracowanie koncepcji programowej i raportu oddziaływania na środowisko. Dokumentacja jest niezbędna do ogłoszenia przetargu w trybie „projektuj i buduj”.